# بيل بلاكبيرن
بيل بلاكبيرن (بالإنجليزية: Bill Blackburn)‏ هو لاعب كرة قدم أمريكية أمريكي، ولد في 5 فبراير 1923 في ويليتكا في الولايات المتحدة، وتوفي في 17 أبريل 2007.

## وصلات خارجية
- بيل بلاكبيرن على موقع مرجع كرة القدم المحترفة.كوم (الإنجليزية)